# Декрет Грациана

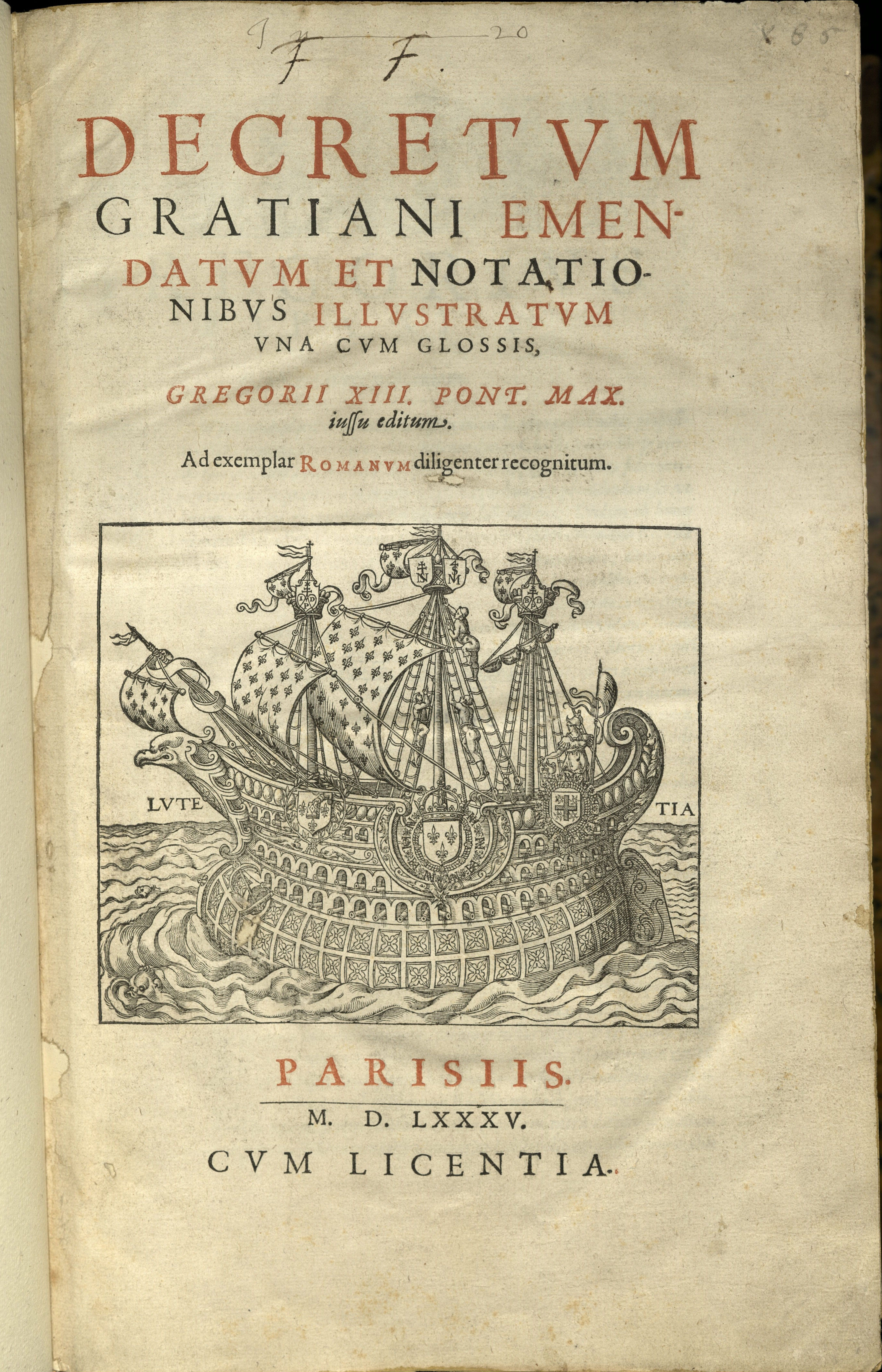
Издание 1585 года

Декрет Грациана (лат. Decretum Gratiani или Concordia discordantium canonum) — важнейший средневековый памятник западного канонического права. Время его создания — примерно первая половина XII века, с дополнениями во второй половине XII—XIII вв. Декрет Грациана не был официальным законодательным сводом католической Церкви, действенную силу имели лишь входившие в его состав отдельные каноны и другие церковно-правовые акты, но не сборник в целом. Фактическое признание Папского престола он получил в 1170—1180 годах, что выразилось в ссылках на Декрет Грациана в папских декреталиях. Декрет Грациана являлся собранием различных по происхождению канонов, затрагивающих весь круг правовых аспектов жизни Церкви.

## Грациан
Грациан — создатель первого общего свода канонического права католической Церкви — так называемого Декрета Грациана. Согласно традиции, Грациан был монахом ордена камальдулов из монастыря святых Феликса и Набора в Болонье, где он преподавал Церковное право. Основополагающее значение Декрета для развития канонического права обусловило закрепление за Грацианом в конце XII века титула pater scientiae iuris canonici (отец науки канонического права).

## Содержание Декрета Грациана
Грациан назвал своё произведение «Concordantia discordantium Canonum» (согласование противоречивых канонов). В него входят отрывки из Священного Писания, цитаты из творений отцов Церкви, отрывки из Апостольских правил, постановлений Вселенских и поместных Соборов, постановлений и декреталий римских пап, фрагменты пенитенциалиев, литургических книг Западной Церкви, а также установления светских властей: тексты римского права, отрывки из Вестготской правды и других варварских правд, меровингские и каролингские капитулярии, церковные постановления германских императоров Генриха I Птицелова и Оттона I.
Всего в Декрете Грациана содержится 3848 глав-канонов, сгруппированных в разделы по тематическому принципу, в каждом разделе разбирается определённый правовой вопрос или казус. В зависимости от тематики отдельные разделы и главы внутри частей имеют собственные названия.
Каждый раздел начинается с введения, обозначающий правовой вопрос или проблему, затем приводятся главы-каноны «за» и «против» с комментариями. Завершается раздел авторским аргументированным решением.

## Значение для западноевропейского церковного права
Важным отличием Декрета Грациана от других сводов стал отказ от рассмотрения теологических вопросов и сосредоточение только на правовых аспектах церковной жизни. Этот новый подход был вскоре воспринят канонистами — комментаторами Декрета Грациана — и имел важное значение для последующего развития канонического права, так как способствовал разделению во второй половине XII в. преподавания теологии и канонического права и формирования их в качестве самостоятельных дисциплин.
Декрет Грациана внес большой вклад в рецепцию римского права, задав направление развития канонической юриспруденции и обусловив её легалистический характер. Её широкое распространение способствовало формированию ius commune (общего права). Одной из сфер использования Декрета Грациана было преподавание и изучение канонического права. Он был удобен для преподавания и представлял собой хороший учебник.
Декрет Грациана стал первым общеизвестным и общепринятым сборником церковных законов и постепенно вытеснил из употребления ранние своды законов. На всём протяжении Средневековья Декрет изучался и толковался, наиболее значительный сборник толкований в XII веке составил Угуций Пизанский. Последующие своды церковного права создавались как добавления к Декрету Грациана. Использовался Декрет Грациана до 1918 года и был заменён сводом канонического права в 1918 году.